# Edwin Burr Babbitt (général de brigade)
Pour les articles homonymes, voir Edwin Burr Babbitt, Burr et Babbitt.
Edwin Burr Babbitt est un général américain de l'Union. Il est né le 8 janvier 1803 à Monroe, dans le Connecticut et est décédé le 10 décembre 1881 à Fort Monroe, en Virginie. Il est inhumé au cimetière national Jefferson Barracks de Saint Louis, dans le Missouri.

## Biographie
Edwin B. Babbitt est le fils de Abiel Babbitt et de Abigail (Burr) Sturges. Il épouse le 9 février 1832 à Fairfield, dans le Connecticut, Sarah Stedman.
Il sort diplômé de West Point en 1826 où ses camarades de promotion étaient :
- John Breckinridge Grayson, général de Brigade dans l'armée de Virginie, confédéré
- Albert Sidney Johnston, général dans l'armée du Texas, confédéré
- Samuel Peter Heintzelman, général de division dans l'armée du Potomac
- Silas Casey, général de Brigade, responsable de la défense de Washington

## Carrière militaire
Il participe à la guerre américano-mexicaine en stationnant dans différents forts installés sur la frontière. Il est responsable de l'Intendance.
En 1829, il fait partie de l'expédition contre les indiens Pawnees.
Du 13 septembre 1861 au 5 septembre 1865, il sera responsable de l'Intendance du Département du Pacifique.
Il est promu au grade de général de brigade le 13 mars 1865.
En 1850, il est nommé officier responsable pour la réparation du fort Alamo, principalement de la chapelle et des casernes.
Il prend sa retraite du service actif le 29 juillet 1866.

## Sources
- Biographical Register of the Officers and Graduates of the US Military Academy, at West Point, New York de George W. Cullum (en)
- Remembering the Alamo de Jim Steely (mars 1985)(en)